# 鸭溪镇
鸭溪镇，是中华人民共和国贵州省遵义市播州区下辖的一个乡镇级行政单位。

## 行政区划
鸭溪镇下辖以下地区：
雷泉社区、东升社区、白腊坎村、仁合村、乐理村、金钟村、金刀村、杨柳村和堰坎村。

## 特产
鸭溪窖酒：中国地理标志产品。